# Christian Kanyengele
Christian Kampamy Kanyengele, scritto anche Kanjengele (Kisangani, 15 novembre 1976), è un ex calciatore della Repubblica Democratica del Congo, di ruolo attaccante.

## Biografia
Nel 2015 si è sposato in Italia, in Lombardia.

## Carriera

### Club

#### Gli inizi, Terracina e Savoia
Inizia a giocare a Kinshasa con il Motema Pembe, con cui nel 1994 vince la Coppa delle Coppe d'Africa. Il premio partita per la vittoria in coppa lo porta a giocare due amichevoli a Vicenza, ma non rientra in patria stabilendosi in Italia.
Dopo un provino viene ingaggiato dal Terracina in serie D, che grazie ai suoi gol, sfiora una storica promozione nei professionisti.
Notato da Pietro Leonardi, nel 1999 viene ingaggiato dal Savoia di Torre Annunziata in serie B. In Campania si afferma come punta di movimento, capace di unire velocità e incisività, mettendo a segno due reti in 19 gare. A fine campionato, con la retrocessione del Savoia dovrebbe lasciare il club, in quanto gli stranieri extracomunitari all'epoca non potevano giocare in serie C, ma in seguito al ricorso al TAR vinto da Prince Ikpe Ekong, che si trovò ad affrontare lo stesso problema, ebbe il via libera per continuare a giocare con il Savoia in C1, mettendo a segno 11 reti in 27 gare, risultando il miglior marcatore della squadra.

#### Tra il Catania e la Sambenedettese
Nel 2001 passa al Catania ancora in C1, ma non riesce a ripetersi e segna solo una rete in 24 incontri. Quindi nel 2002 viene ceduto in prestito alla Sambenedettese, sempre in C1, colleziona 16 presenze e segna due reti. A fine prestito ritorna agli etnei, con cui ritrova la serie cadetta e colleziona ulteriori 5 presenze. A gennaio 2004 viene ceduto nuovamente in prestito alla Sambenedettese in C1, ma viene schierato solo in 4 partite. Ritornato alle pendici dell'Etna, fa parte della rosa del campionato di B, in cui mette insieme le ultime 3 gare in cadetteria condite da una segnatura nella gara interna con il L.R. Vicenza.

#### Ultime stagioni
Nell'estate del 2005 è ingaggiato dalla Sangiovannese ancora in C1, dove segna due reti in 12 gare.

Nel 2006 gioca in serie D ingaggiato dalla Sangiuseppese Neapolis, con cui ottiene la promozione in C2, ma disputa solo 7 partite in cui mette a segno due reti. 
In carriera ha giocato 27 partite e segnato 4 gol in serie B, mentre in C1 84 gare e 17 reti.

### Nazionale
Con la maglia della Nazionale della Repubblica Democratica del Congo ha collezionato 6 presenze e 3 reti, quando militava in B con il Savoia. Nella gara d'esordio, giocata contro il Kenya, mise a segno una doppietta.

## Statistiche

### Cronologia presenze e reti in nazionale
| Cronologia completa delle presenze e delle reti in nazionale ― RD del Congo | Cronologia completa delle presenze e delle reti in nazionale ― RD del Congo | Cronologia completa delle presenze e delle reti in nazionale ― RD del Congo | Cronologia completa delle presenze e delle reti in nazionale ― RD del Congo | Cronologia completa delle presenze e delle reti in nazionale ― RD del Congo | Cronologia completa delle presenze e delle reti in nazionale ― RD del Congo | Cronologia completa delle presenze e delle reti in nazionale ― RD del Congo | Cronologia completa delle presenze e delle reti in nazionale ― RD del Congo |
| Data                                                                        | Città                                                                       | In casa                                                                     | Risultato                                                                   | Ospiti                                                                      | Competizione                                                                | Reti                                                                        | Note                                                                        |
| --------------------------------------------------------------------------- | --------------------------------------------------------------------------- | --------------------------------------------------------------------------- | --------------------------------------------------------------------------- | --------------------------------------------------------------------------- | --------------------------------------------------------------------------- | --------------------------------------------------------------------------- | --------------------------------------------------------------------------- |
| 24-1-1999                                                                   | Kinshasa                                                                    | RD del Congo                                                                | 2 – 1                                                                       | Kenya                                                                       | Qual. Coppa d'Africa 2000                                                   | 2                                                                           |                                                                             |
| 28-2-1999                                                                   | Antananarivo                                                                | Madagascar                                                                  | 3 – 1                                                                       | RD del Congo                                                                | Qual. Coppa d'Africa 2000                                                   | -                                                                           | 68’                                                                         |
| 11-4-1999                                                                   | Kinshasa                                                                    | RD del Congo                                                                | 2 – 0                                                                       | Madagascar                                                                  | Qual. Coppa d'Africa 2000                                                   | -                                                                           | 55’                                                                         |
| 20-6-1999                                                                   | Kinshasa                                                                    | RD del Congo                                                                | 0 – 1                                                                       | Zambia                                                                      | Qual. Coppa d'Africa 2000                                                   | -                                                                           |                                                                             |
| 3-9-2000                                                                    | Harare                                                                      | Zimbabwe                                                                    | 3 – 2                                                                       | RD del Congo                                                                | Qual. Coppa d'Africa 2002                                                   | 1                                                                           |                                                                             |
| 10-10-2000                                                                  | Kinshasa                                                                    | RD del Congo                                                                | 1 – 1                                                                       | Lesotho                                                                     | Qual. Coppa d'Africa 2002                                                   | -                                                                           |                                                                             |
| Totale                                                                      |                                                                             | Presenze                                                                    | 6                                                                           |                                                                             | Reti                                                                        | 3                                                                           |                                                                             |

## Palmarès

### Giocatore

#### Club

##### Competizioni nazionali
Serie D: 1 
Sangiuseppese Neapolis: 2006-2007

##### Competizioni internazionali
Coppa delle Coppe d'Africa: 1 
Motema Pembe: 1994